# Trion Sov i ro
Trion Sov i ro var en svensk  vokalgrupp från Östersund som var verksam mellan 1923 och 1940.

## Historia
Trion Sov i ro, som uppträdde för första gången på en klubbfest för IFK Östersund 1923, debuterade i Sveriges Radio 1926, och blev under början av 1930-talet kända över hela Sverige som radiounderhållare. De uppträdde även i många lokalrevyer i Östersund under 1920- och 1930-talen.
Gruppen gjorde ett tjugotal grammofoninspelningar, där "Auktion i Hackås" och "Hesa Hanna" förmodligen är de mest kända.
De turnerade under 1930-talet i folkparkerna över hela Sverige och även i Danmark. Det sista året gruppen turnerade var 1940, och de firade sitt 25-årsjubileum i en radioutsändning år 1948.

### Namnet
Gruppen fick sitt artistnamn vid radiodebuten 1926 i en utsändning från Östersund (programmen annonserades då "Östersund–Motala"). 
Någon i radiostudion sade inför sändningen: – Om ni ska sjunga det där så somnar lyssnarna.
Arvid Hudberg svarade på detta: – Låt dom sova i ro då. Hallåmannen i studion, Effe Magnusson, som tidigare undrat under vilket namn han skulle presentera gruppen för lyssnarna kommenterade då direkt: 
– Det ska ni heta, "Sov i ro".

## Medlemmar
- Arvid Hudberg (1901–1957)
- Holger Thorgerzon (1905–1979)
- Gustaf Ljungqvist (1904–1980)
- Uno Fredman (1898–1993)  – piano

Arvid Hudberg var före detta militärmusiker i Östersund, och var ledare för lokalrevyerna i Östersund ända fram till sin död 1957. Pianisten Uno Fredman var kapellmästare i dansorkestrar i Östersund under 1920- och 1930-talet. (Han var en ättling till Bellmans Fredman.)

## Diskografi (urval)
- Auktion i Hackås (1933) [3]
- Hesa Hanna (1933)
- Motorvisa (1933)
- Blåhammarvalsen (1935)
- Böljeglitter (1935)
- "Camping" (sketch) (1935)
- Jägarlivet är så härligt (1935)
- Livet på landet (1935)
- Stampa takten pojkar! (1935)
- Sångarbröder, skål! (1935)

### Webbkällor
- Trion Sov i ro  på  Svensk musik, film och revyer 1900–1960

### Fotnoter
1. ↑  Nyårsrevy på Gamla teatern i Östersund 1939 från Jamtlis bildarkiv
2. ↑  Fredmans orkester 1931 från Jamtlis bildarkiv
3. ↑  "Auktion i Hackås" - Sonorainspelning på Hackås byhemsida